# Türkü Turan
Türkü Turan (Bodrum, 1º febbraio 1985) è un'attrice e cantante turca, nota per aver interpretato il ruolo di Alya nella serie Bitter Sweet - Ingredienti d'amore (Dolunay).

## Biografia
Türkü Turan è nata il 1º febbraio 1985 a Bodrum (Turchia), fin da piccola ha mostrato un'inclinazione per la recitazione.

## Carriera
Türkü Turan si è laureata facoltà di belle arti del dipartimento di sociologia della Mimar Sinan University. Dal 2007 al 2009 ha fatto la sua prima apparizione come attrice con il ruolo di Pinar nella serie Annem. Nel 2009 ha interpretato il ruolo di Neptün nel film Kosmos diretto da Reha Erdem Kosmos. Nel 2010 ha recitato nelle serie Çakıl Taşları e in Gönül Ferman Dinlemiyor.
Nel 2011 ha recitato nei film Toprağın Çocukları diretto da Ali Adnan Özgür, in Musallat 2: Lanet diretto da Alper Mestçi, in Celal Tan ve Ailesinin Aşırı Acıklı Hikayesi diretto da Onur Ünlü e in Gişe Memuru diretto da Tolga Karaçelik. Nello stesso anno ha recitato nelle serie Adını Feriha Koydum e in Öyle Bir Geçer Zaman ki. Nel 2012 e nel 2013 ha ricoperto il ruolo di Yusuf / Gülüm nella serie Şubat. Nel 2013 ha interpretato il ruolo di Ayse nella serie Tatar Ramazan. Nel 2015 ha recitato nella serie Sakli diretto da Selim Evci. Nello stesso anno ha recitato nelle serie Maral: En Güzel Hikayem e in Acı Aşk.
Nel 2017 ha interpretato il ruolo di Alya nella serie Bitter Sweet - Ingredienti d'amore (Dolunay) e dove ha recitato insieme ad attori come Özge Gürel, Can Yaman e Hakan Kurtaş. Nello stesso anno ha recitato nei film The Lost diretto da Ibrahim Oksuz e in Put Şeylere diretto da Onur Ünlü. Nel 2018 ha ricoperto il ruolo di Zehra nella miniserie Immortals. Nello stesso anno ha recitato nella web serie Yaşamayanlar. L'anno successivo, nel 2019, ha interpretato il ruolo di Dilara nel cortometraggio The Ruse diretto da Osman Oguz Oguni.
Nel 2020 ha interpretato il ruolo di Aylin nel film Aşk Tesadüfleri Sever 2 diretto da Ipek Sorak e Ömer Faruk Sorak. L'anno successivo, nel 2021, ha interpretato il ruolo di Meryem / Zahide nella serie Seni Çok Bekledim. Nel 2022 ha ricoperto il ruolo di Eve nel cortometraggio XY diretto da M Kerem Kurtulus. Nello stesso anno ha recitato nel film Kadin Kafasi diretto da Murat Aslan.

## Filmografia

### Cinema
- Kosmos, regia di Reha Erdem (2009)
- Toprağın Çocukları, regia di Ali Adnan Özgür (2011)
- Musallat 2: Lanet, regia di Alper Mestçi (2011)
- Celal Tan ve Ailesinin Aşırı Acıklı Hikayesi, regia di Onur Ünlü (2011)
- Gişe Memuru, regia di Tolga Karaçelik (2011)
- Sakli, regia di Selim Evci (2015)
- The Lost, regia di Ibrahim Oksuz (2017)
- Put Şeylere, regia di Onur Ünlü (2017)
- Manyak, regia di Onur Ünlü (2018)
- Aşk Tesadüfleri Sever 2, regia di Ipek Sorak e Ömer Faruk Sorak (2020)
- Kadin Kafasi, regia di Murat Aslan (2022)

### Televisione
- Annem – serie TV (2007-2008)
- Çakıl Taşları – serie TV (2010)
- Gönül Ferman Dinlemiyor – serie TV (2010)
- Adını Feriha Koydum – serie TV (2011)
- Öyle Bir Geçer Zaman ki – serie TV (2011)
- Şubat – serie TV (2012-2013)
- Tatar Ramazan – serie TV (2013)
- Maral: En Güzel Hikayem –  serie TV (2015)
- Acı Aşk – serie TV (2015)
- Bitter Sweet - Ingredienti d'amore (Dolunay) – serie TV (2017)
- Immortals – miniserie TV (2018)
- Seni Çok Bekledim – serie TV (2021)

### Cortometraggi
- The Ruse, regia di Osman Oguz Ogun (2019)
- XY, regia di M Kerem Kurtulus (2022)

## Web TV
- Yaşamayanlar (2018)

## Doppiatrici italiane
Nelle versioni in italiano dei suoi film e delle sue serie TV, Türkü Turan è stata doppiata da:
- Joy Saltarelli[13] in Bitter Sweet - Ingredienti d'amore[14]